# Gerres maldivensis
Gerres maldivensis és una espècie de peix pertanyent a la família dels gerrèids.

## Descripció
- Fa 6,5 cm de llargària màxima.
- Ulls relativament grossos.
- Cos prim i amb franges verticals fosques.[5][6]

## Hàbitat
És un peix marí, de clima tropical i demersal.

## Distribució geogràfica
Es troba a l'Índic occidental: les illes Maldives.

## Observacions
És inofensiu per als humans.